# Z-Ro (album)
Z-Ro – piąty solowy album amerykańskiego rapera Z-Ro. Został również wydany w edycji Slowed & Chopped (w odniesieniu do Chopped & Screwed).

## Lista utworów
| Nr  | Tytuł                        | Wykonawca            |
| --- | ---------------------------- | -------------------- |
| 1.  | „Whats My Name”              |                      |
| 2.  | „Look at Me”                 |                      |
| 3.  | „Mirror, Mirror on the Wall” |                      |
| 4.  | „All Night Long”             | Billy Cook & D.P.    |
| 5.  | „Still Standing”             | Lil Flex & Big Mello |
| 6.  | „Sunshine”                   | Lil Keke             |
| 7.  | „How Does It Feel”           |                      |
| 8.  | „Dirty Work”                 | Black Mike & Pharoah |
| 9.  | „Still in the Hood”          |                      |
| 10. | „R.I.P.”                     |                      |
| 11. | „Hard Times”                 | Trae                 |
| 12. | „Life Is a Bitch”            | Billy Cook           |
| 13. | „Shelter from da Storm”      |                      |